# Kallio-Lipastin
Kallio-Lipastin är en ö i Finland. Den ligger i sjön Sorsavesi och i kommunen Leppävirta i den ekonomiska regionen  Varkaus ekonomiska region  och landskapet Norra Savolax, i den centrala delen av landet, 290 km nordost om huvudstaden Helsingfors. Öns area är 2 hektar och dess största längd är 240 meter i sydöst-nordvästlig riktning.